# Scinax funereus
A Scinax funereus a kétéltűek (Amphibia) osztályának békák (Anura) rendjébe és a levelibéka-félék (Hylidae) családjába tartozó faj.

## Előfordulása
A faj Brazíliában Ecuadorban Peruban továbbá valószínűleg Bolíviában él. Természetes élőhelye a szubtrópusi vagy trópusi nedves síkvidéki erdők, időszaki édesvízű mocsarak, kertek, erősen lepusztult erdők.